# 聖瑪麗亞湖
46°34′30″N 8°47′45″E / 46.57500°N 8.79583°E

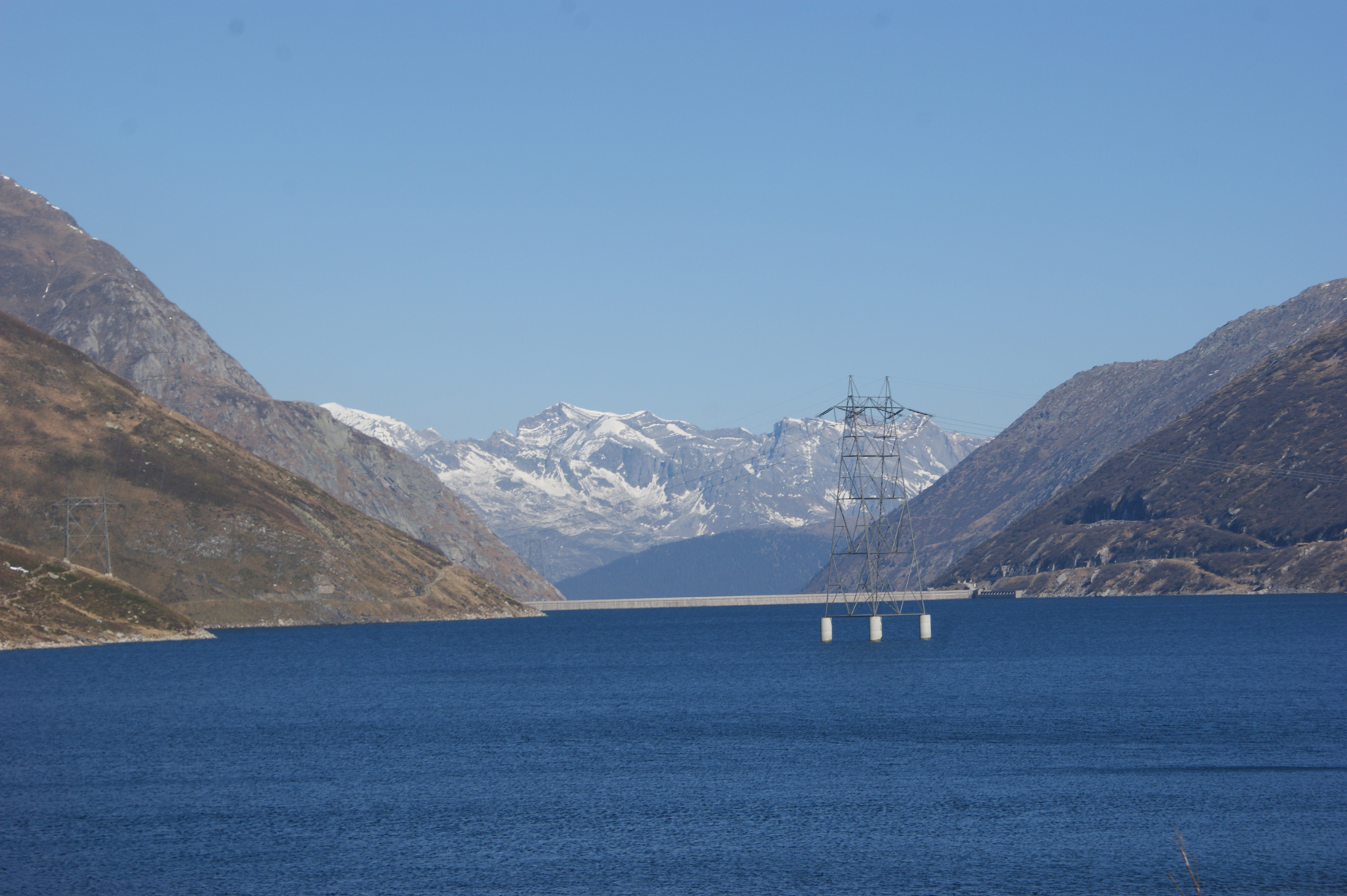

聖瑪麗亞湖（Lai da Sontga Maria），是瑞士的水庫，位於該國東南部，由格勞賓登州負責管轄，處於梅德爾境內，面積1.8平方公里，海拔高度1,908米，最大水深86米。